# Saulostomus striatus
Saulostomus striatus är en skalbaggsart som beskrevs av Ohaus 1935. Saulostomus striatus ingår i släktet Saulostomus och familjen Rutelidae. Inga underarter finns listade i Catalogue of Life.